# Hakea divaricata
Hakea divaricata (лат.) — вид рода Хакея (Hakea) семейства Протейные (Proteaceae) родом из района в центральной Австралии. Медленно растущий вид с крупным соцветием эффектных кремовых или зеленовато-жёлтых цветов в длинных кистях, появляющихся с июня по ноябрь.

## Ботаническое описание

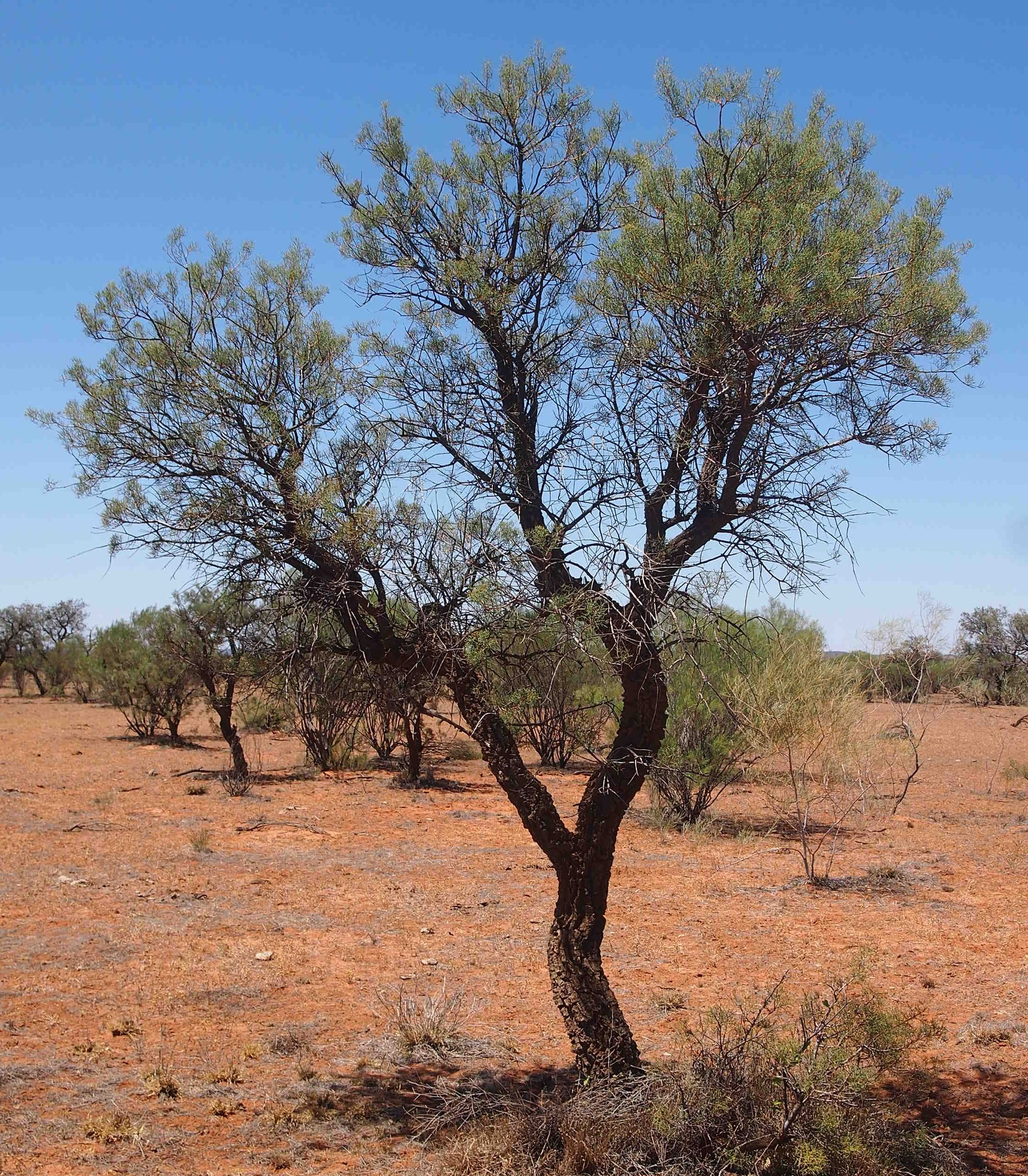
Общий вид Hakea divaricata.

Hakea divaricata — лигнотуберозный вертикальный кустарник или дерево высотой от 2 до 7 м с тёмно-коричневым бороздчатым стволом. Мелкие ветви красные и гладкие, иногда редко или густо покрыты мягкими короткими волосками. Составные колючие листья жёсткие, расположены поочередно и имеют длину от 7 до 20 см и ширину от 0,8 до 2,3 мм, заканчиваясь острой вершиной. Листья покрыты тонкими мягкими волосками, быстро становятся гладкими. Большинство листьев делятся от игольчатого стебля листьев длиной 2,5—9 см на сегменты длиной 0,3—12 см и шириной 0,8—2,3 мм. Соцветие на стебле длиной 5—14 см и состоит из 65—120 кремовых, зеленовато-жёлтых или ярко-жёлтых цветов, каждый на стебле длиной от 4 до 10 мм. Стебли покрыты белыми или тёмно-коричневыми волосками, редко гладкими. Волосатый околоцветник имеет длину от 5,5 до 9 мм. Столбик более или менее прямой или слегка изогнутый, длиной 21—26 мм. Плоды имеют продолговатую или яйцевидную длину от 2,3 до 4 см с длинным сужающимся клювом, иногда изогнутым. Семена внутри занимают большую часть клапана и имеют крыло посередине одной стороны.

## Таксономия
Вид Hakea divaricata был официально описан австралийским ботаником Лоренсом Александром Сидни Джонсоном в 1962 году и опубликован в Contributions from the New South Wales National Herbarium. Синонимы включают в себя Hakea intermedia, Hakea ivoryi и Hakea ivoryi glabrescens. Вид относится к группе пробкового дерева, которые часто встречаются в более сухих районах Австралии. Среди прочих представителей: Hakea chordophylla, Hakea ednieana, Hakea eyreana, Hakea fraseri, Hakea ivoryi и Hakea pulvinifera. Видовой эпитет — от латинского слова divaricatus, означающего «раздвинутый», что относится к распределению сегментов листьев.

## Распространение и местообитание
H. divaricata распространён в основном на юге Северной территории, в Пилбаре и Голдфилдс-Эсперанс в Западной Австралии, на юго-западе Квинсленда и на Крайнем Севере Южной Австралии. Встречается на равнинах с красным песком, вокруг оснований холмов и скал, на дюнах и вдоль водотоков и хорошо растёт на песчаных почвах на песчанике или известняке. Часто является частью открытых лесных сообществ и равнин, богатых представителями амарантовых.

## Культивирование и использование
H. divaricata используется как декоративное или уличное дерево и особенно подходит для засушливых районов, поскольку оно устойчиво к морозам и засухе. Эта хакея способна вырастать из прикорневого утолщения после пожара. Австралийские аборигены использовали растение в качестве источника пищи, особенно мякоть фруктов, а корни — в качестве источника воды. Из дерева извлекалась смола, а древесина использовалась для изготовления оружия, орудий труда и ловушек. Они также добывали мёд из цветов или вымачивали цветы в воде, чтобы получить сладкий напиток.